# Salto con gli sci ai XVIII Giochi olimpici invernali
Nel salto con gli sci ai XVIII Giochi olimpici invernali furono disputate tre gare, tutte riservate agli atleti di sesso maschile.

## Risultati

### Trampolino normale
La gara dal trampolino normale si disputò l'11 febbraio sull'Hakuba K90 e parteciparono 62 atleti, che effettuarono due salti con valutazione della distanza e dello stile. Per la prima volta in sede olimpica alla seconda serie di salti furono ammessi soltanto i primi 30 classificati nella prima. 
| Posizione | Atleta            | Nazione   | Punti |
| --------- | ----------------- | --------- | ----- |
| 1         | Jani Soininen     | Finlandia | 234,5 |
| 2         | Kazuyoshi Funaki  | Giappone  | 233,5 |
| 3         | Andreas Widhölzl  | Austria   | 232,5 |
| 4         | Janne Ahonen      | Finlandia | 231,5 |
| 5         | Masahiko Harada   | Giappone  | 228,5 |
| 6         | Primož Peterka    | Slovenia  | 223,0 |
| 7         | Noriaki Kasai     | Giappone  | 221,5 |
| 8         | Kristian Brenden  | Norvegia  | 215,5 |
| 9         | Hiroya Saitō      | Giappone  | 213,5 |
| 10        | Stefan Horngacher | Austria   | 212,5 |

### Trampolino lungo
La gara dal lungo normale si disputò l'11 febbraio sull'Hakuba K120 e parteciparono 62 atleti, che effettuarono due salti con valutazione della distanza e dello stile. Per la prima volta in sede olimpica alla seconda serie di salti furono ammessi soltanto i primi 30 classificati nella prima. 
| Posizione | Atleta                   | Nazione   | Punti |
| --------- | ------------------------ | --------- | ----- |
| 1         | Kazuyoshi Funaki         | Giappone  | 272,3 |
| 2         | Jani Soininen            | Finlandia | 260,8 |
| 3         | Masahiko Harada          | Giappone  | 258,3 |
| 4         | Andreas Widhölzl         | Austria   | 258,2 |
| 5         | Primož Peterka           | Slovenia  | 251,1 |
| 6         | Takanobu Okabe           | Giappone  | 250,1 |
| 7         | Reinhard Schwarzenberger | Austria   | 244,2 |
| 8         | Michal Doležal           | Rep. Ceca | 243,2 |
| 9         | Roar Ljøkelsøy           | Norvegia  | 242,3 |
| 10        | Lasse Ottesen            | Norvegia  | 238,9 |

### Gara a squadre
La gara a squadre si disputò il 17 febbraio sull'Hakuba K120 e parteciparono 13 squadre nazionali, che effettuarono due salti con valutazione della distanza e dello stile. Ogni squadra era composta da quattro atleti; ai fini del punteggio vennero conteggiati tutti e quattro i salti di ogni serie. 
| Posizione | Nazione   | Atleta                                                                       | Punti |
| --------- | --------- | ---------------------------------------------------------------------------- | ----- |
| 1         | Giappone  | Takanobu Okabe Hiroya Saitō Masahiko Harada Kazuyoshi Funaki                 | 933,0 |
| 2         | Germania  | Sven Hannawald Martin Schmitt Hansjörg Jäkle Dieter Thoma                    | 897,4 |
| 3         | Austria   | Reinhard Schwarzenberger Martin Höllwarth Stefan Horngacher Andreas Widhölzl | 881,5 |
| 4         | Norvegia  | Henning Stensrud Lasse Ottesen Roar Ljøkelsøy Kristian Brenden               | 870,6 |
| 5         | Finlandia | Ari-Pekka Nikkola Mika Laitinen Janne Ahonen Jani Soininen                   | 833,6 |
| 6         | Svizzera  | Sylvain Freiholz Marco Steinauer Simon Ammann Bruno Reuteler                 | 735,0 |
| 7         | Rep. Ceca | Jakub Sucháček František Jež Michal Doležal Jaroslav Sakala                  | 710,3 |
| 8         | Polonia   | Adam Małysz Łukasz Kruczek Wojciech Skupień Robert Mateja                    | 684,2 |
| 9         | Russia    | Nikolaj Petrušin Artur Chamidulin Aleksandr Volkov Valerij Kobelev           | 639,7 |
| 10        | Slovenia  | Miha Rihtar Peter Žonta Blaž Vrhovnik Primož Peterka                         | 610,3 |

## Medagliere per nazioni
| Posizione | Nazione   | Oro | Argento | Bronzo | Totale |
| --------- | --------- | --- | ------- | ------ | ------ |
| 1         | Giappone  | 2   | 1       | 1      | 4      |
| 2         | Finlandia | 1   | 1       | 0      | 3      |
| 3         | Germania  | 0   | 1       | 0      | 1      |
| 4         | Austria   | 0   | 0       | 1      | 1      |